# ガラパゴスザメ
ガラパゴスザメ Carcharhinus galapagensis はメジロザメ属に属するサメの一種。全世界の熱帯の海洋島に生息する。大型で3.0mに達する。一般的なメジロザメ類の形態をしているためドタブカ・オグロメジロザメなどとの区別が難しい。本種を識別できる点として、第一背鰭が高く、その先端がわずかに丸いこと、胸鰭の後端より第一背鰭が後ろにあることが挙げられる。
活発な捕食者で大きな集団を作る。主に底生の硬骨魚や頭足類を食べるが、大型個体は海獣なども狙うようになる。胎生で2-3年ごとに4-16匹の仔を産む。大胆で好奇心が強く、攻撃的であるため危険なサメとみなされている。IUCNは保全状況を軽度懸念としている。

## 分類
was originally described as  by 1905年にRobert Evans SnodgrassとEdmund Hellerによって、Carcharias galapagensis として記載され、その後Carcharhinus 属に移された。ホロタイプはガラパゴス諸島から得られた65cmの胎児であり、ここから種小名 galapagensis が付けられた。
Garrick (1982) によると、メジロザメ類の中で、本種はドタブカとともに、大きな三角形の歯と2基の背鰭間の隆起を特徴とする"obscurus group"の中核を構成する。1992年のアロザイムによる分子系統解析でもこのクレードは確認され、2012年の包括的な解析でもドタブカの姉妹群であるという結果が得られている。

## 分布

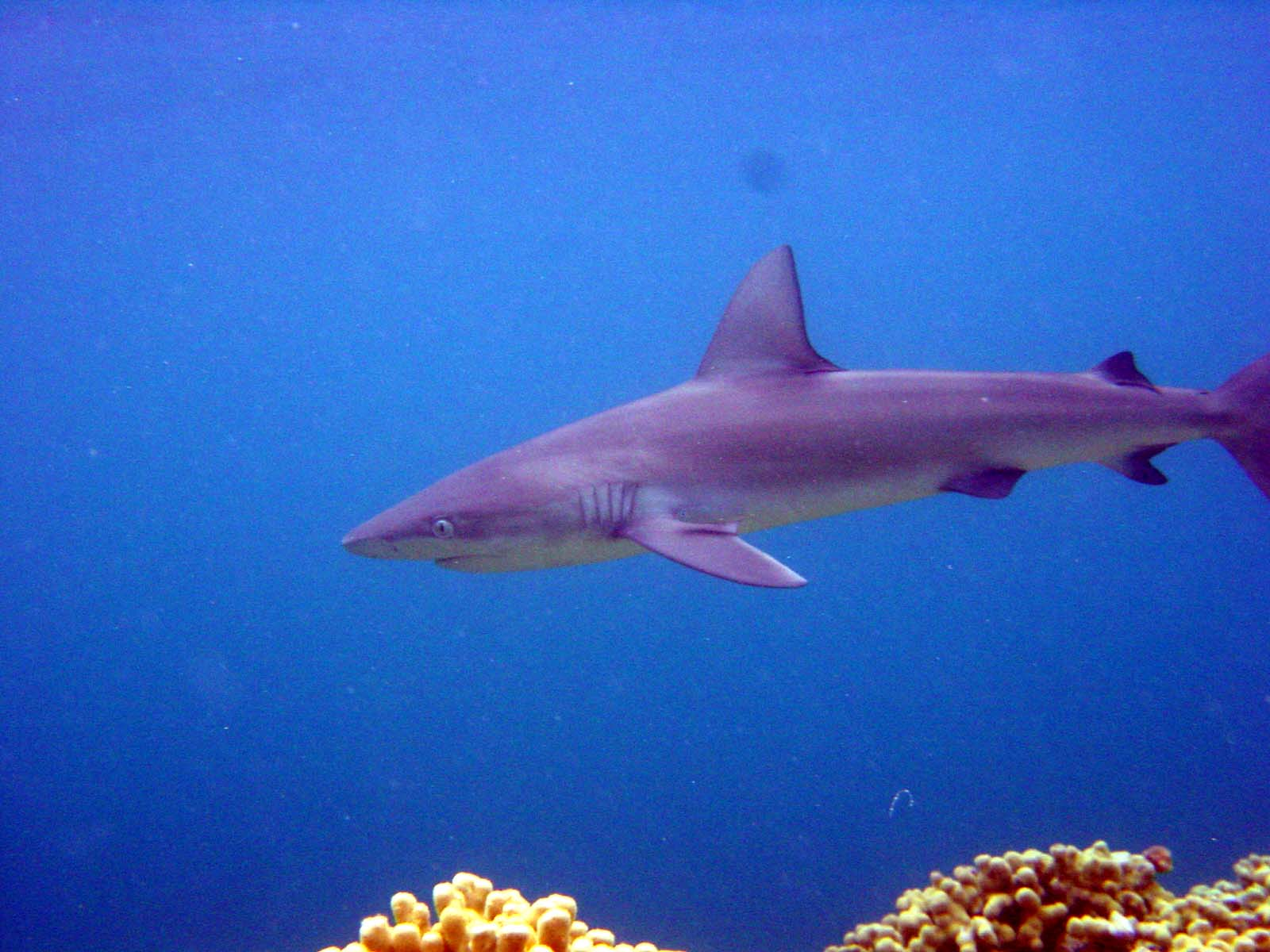
海洋島のサンゴ礁で見られる。

主に熱帯の海洋島で見られ、日本では小笠原諸島に生息し、伊豆諸島にも生息している可能性がある。大西洋ではバミューダ・ヴァージン諸島・マデイラ島・カーボベルデ・アセンション島・セントヘレナ島・サントメ島。インド洋ではマダガスカル南方のWalter's Shoal。太平洋ではロードハウ島・マリアナ諸島・マーシャル諸島・ケルマディック諸島・ツパイ島・トゥアモトゥ諸島・ハワイ諸島・ガラパゴス諸島・ココ島・レビジャヒヘド諸島・クリッパートン島・マルペロ島に分布する。大陸の周辺には少ないが、イベリア半島・バハカリフォルニア・グアテマラ・コロンビア・オーストラリア東部からわずかに報告がある。
沿岸に近い島棚の上に生息し、流れが速く透明度の高い、起伏の多い地形を好む。 海上の岩や海山の周辺にも集まる。島から島へ外洋を渡ることができ、最低でも陸から50kmは離れられると報告されている。幼体は25mより深く潜ることはほとんどないが、成体は水深180mからも報告されている。回遊する可能性もある。

## 形態

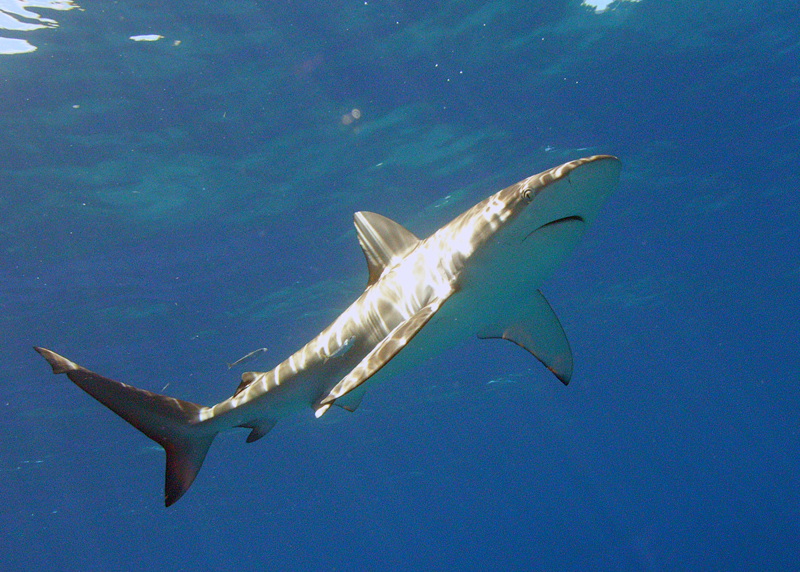
他の大型メジロザメ類との区別は難しい。

大型で、普通は3.0m程度。最大で3.7mという記録があるが、これは疑わしいと考えられ、実際には最大で3.3m程度とみられる。最重量記録は195kgで、3.0mの雌であった。体は細く流線型で、典型的なメジロザメ類の形態である。吻は丸くて幅広く、前鼻弁は不明瞭。眼は中程度の大きさで丸い。片側の歯列は上下ともに13-15（通常14）で、1本の正中歯列がある。上顎歯は太い三角形だが、下顎歯はより細い。どちらの歯も鋸歯を持つ。
第一背鰭は高く、ある程度鎌型で、胸鰭の後端から起始する。第二背鰭は臀鰭と対在し、2基の背鰭の間には低い隆起線がある。胸鰭は大きく、先端は尖る。背面は灰褐色で腹面は白、体側にはわずかに白い帯がある。鰭の縁は暗くなるが、明瞭な模様はない。ドタブカとは、本種の方が2基の背鰭が高いことと歯が大きいことで、オグロメジロザメとは、本種の方が体が細く、第一背鰭の先端があまり尖らないことで区別できる。だが、これらの特徴を野外で確認することは難しい。尾鰭の手前までの脊椎骨数は、本種で58、ドタブカで86-97、オグロメジロザメで110-119である。

## 生態

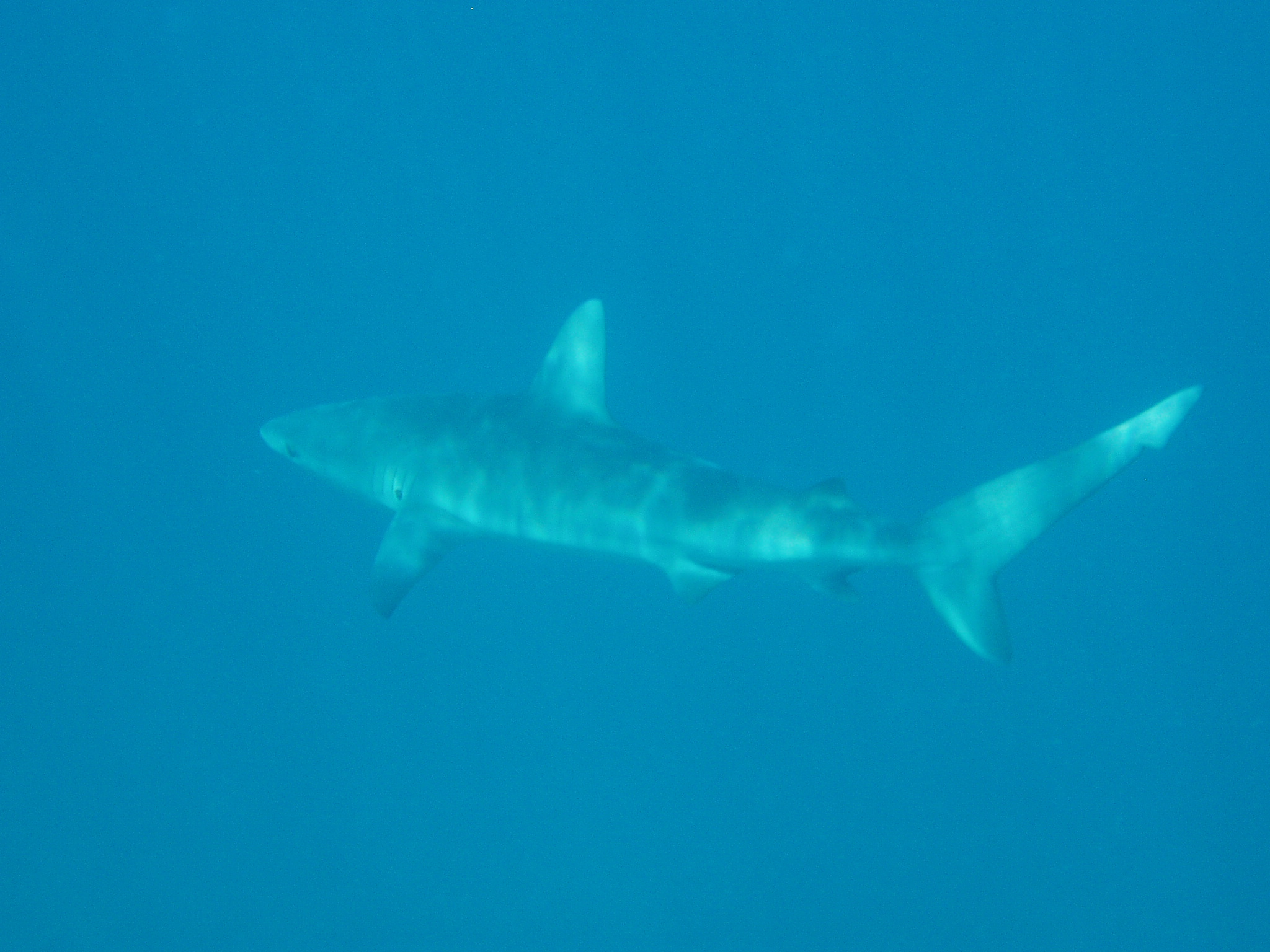
ハワイ・クレ環礁の個体。

島嶼の浅海では最も豊富なサメの一つである。記載論文においてSnodgrassとHellerは、彼らのスクーナーは"数百匹の"成体を捕獲し、まだ"数千匹"が水中に見えたと書いている。大西洋中央海嶺に沿ったサンペドロ・サンパウロ群島に生息する個体群は、"大西洋では最も密度の高いサメの個体群の一つ"とされている。大きな集団を作ることはあるが、これは真の群れとは異なると考えられる。
集団間の争いでは、カマストガリザメを排除できるが同サイズのツマジロには及ばない。脅威に曝された時は、オグロメジロザメに似た威嚇行動を行う。これは、背を弓なりに反らし、口と鰓を大きく広げたまま胸鰭を下ろし、誇張された動きで左右に泳ぎ回る行動である。また、視界を広げて脅威を早期に発見するため、頭を左右に振る行動を取ることがある。寄生虫として、皮膚に付着する単生類の Dermophthirius carcharhini が知られる。カスミアジが自身の寄生虫を落とすため、本種の体表に体を擦り付けたことが記録されている。

### 摂餌

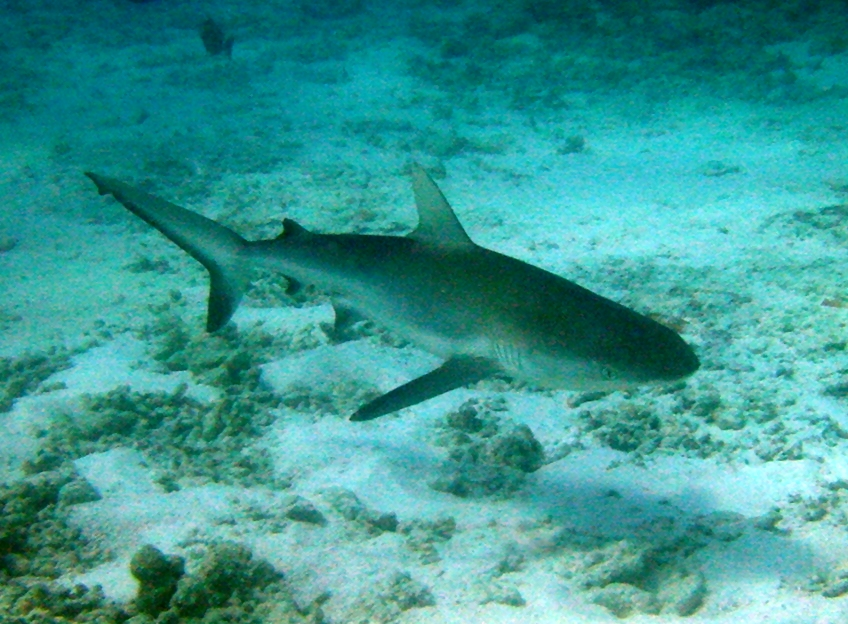
海底で狩りをする。

餌は主に底生の硬骨魚（ウナギ・ハタ科・カレイ目・コチ・モンガラカワハギ科）やタコである。稀に表層性のサバ・トビウオ・イカなどを食べることもある。大型個体はエイや小型のサメ（同種個体も含む）・甲殻類を餌とする割合が増える。葉・サンゴ・石・ゴミのような消化不能物を飲み込んでいる場合もある。ガラパゴス諸島ではガラパゴスオットセイ・ガラパゴスアシカ・ウミイグアナへの攻撃が観察された。 Limbaugh (1963) によると、クリッパートン島での魚類採集時に本種の幼体がボートを取り巻いて、捨てられるものをひとつ残らず捕食し、ボートの底やオールにぶつかるような動きも見せた。これらの個体はロテノンや他のサメ忌避剤に反応せず、数個体は背中が水上に出るほどの浅瀬までボートを追ってきた。

### 生活史
他のメジロザメ類同様に胎生で、卵黄を使い果たした胚は卵黄嚢を胎盤に転換する。雌は2–3年ごとに繁殖する。交尾は1-3月で、この時期の雌の体表には、交尾時に雄の付けた噛み跡が見られる。妊娠期間は約1年と推定され、雌は春に浅瀬の成育場に移動して出産する。産仔数は4-16。出生時は61-80cmと報告されているが、東太平洋で遊泳する57cmの幼体が観察されており、地域差があると考えられる。幼体は大型の成体に捕食されることを避けるため、浅瀬に留まる。雄は2.1-2.5m・6-8歳、雌は2.2-2.5m・7-9歳で性成熟する。雌雄ともに10歳を超えるまでは繁殖行動は行わないと考えられている。寿命は最低でも24年。

## 人との関わり

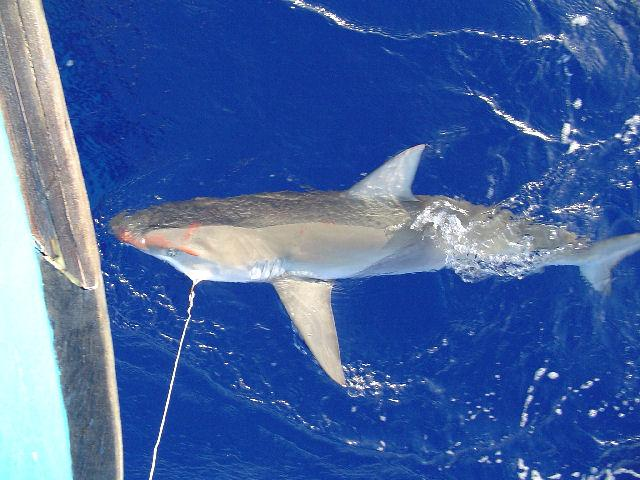
ハワイでの延縄漁で捕獲された個体

好奇心が強く獲物に固執する傾向があるため、潜在的に危険だと見なされる。だが、ガラパゴス諸島北端のウルフ島・ダーウィン島には長期生活のできるボートが停泊し、本種やアカシュモクザメが多数集まる海で毎週ダイビングが行われているが、現在まで事故は報告されていない。遊泳者に近づいてフィンや手に興味を示すことや、漁業活動時に多数の個体が集合することが知られている。Fitzroy (1839) はSt. Paul's Rocksでの観察時に、"魚が針にかかるや否や多数の貪欲なサメが群がって、船のオールや鈎による抵抗にもかかわらず半分以上の魚を奪われた"と書いている。Limbaugh (1963) によるクリッパートン島からの報告では、"最初は小型のサメが距離をおいて旋回していたが、次第に近づいてきて攻撃的になった...サメ避けのための様々な方法を試したが無駄だった"としている。この状況は最終的に、ダイバーが水中から退避しなければならなくなるまでに激化した。興奮したサメを押し留めるのは容易ではなく、物理的に押しのけても後続のサメが前に出てくる結果に終わり、武器を用いると狂乱索餌を誘発する可能性がある。2008年の国際サメ被害目録には2件の攻撃が記録されており、1件はヴァージン諸島での死亡例、もう1件はバミューダで死亡には至っていない。
繁殖力が低いため、IUCNは保全状況を準絶滅危惧としている。本種の利用に関するデータはないが、分布域の大部分で商業漁業によって漁獲されている。肉は良質だと言われている。ハワイでは漁の時に網にかかったり、魚を食い荒らすこともあって、漁師からは嫌われている。ハワイなどではまだ普通に見られるが、中米周辺では絶滅している可能性があり、分布が断片的であることから他の地域個体群も警戒を要する。ケルマディック諸島とガラパゴス諸島の分布域は海洋保護区に含まれている。
なお、神戸市の神戸市立須磨海浜水族園では、かつて、同水族園の「波の大水槽」で飼育されていた、本種の剥製が標本として展示されている。